# 가케 학원 문제
카케 학원 문제는 학교 법인 카케 학원의 에히메현 이마바리시에서 오카야마 이과 대학 수의대 신설 계획을 놓고 내각부가 문부과학성을 압박하고 있었다고하는 문제이다.
계획은 국가 전략 특구를 활용하여 설치된 것이지만, 문부과학성의 내부 문서에는 내각부의 상호 작용이 기록 된 "총리의 의향이다"등 기재의 존재가 밝혀지고있다.
카케 학원의 이사장 인 카케 코타로와 아베 신조 친구 관계가 학부 신설 인허가에 영향을 준 것이 아니냐는 의혹를 받고있다.